# Lionel Barrymore
Lionel Barrymore, egentlig Lionel Herbert Blythe, (født 28. april 1878 i Philadelphia, Pennsylvania, USA, død 15. november 1954 i Beverly Hills, Californien, USA) var en amerikansk skuespiller, bror til Ethel og John Barrymore.
Han debuterede i 1893, medvirkede i film fra 1909, og var i mange år en førende karakterskuespiller indenfor amerikansk teater og film. Han forlod i 1926 Broadway til fordel for Hollywood. Han modtog en Oscar-pris for bedste hovedrolle i A Free Soul (Frie Sjæle, 1931), og spillede karakterbiroller i Grand Hotel (1932), Camille (Kameliadamen, 1936), You Can't Take It With You (Du kan ikke tage det med dig, 1938) og Key Largo (Uvejrsøen Key Largo, 1948). Han virkede også som forfatter og komponist.
Han har fået to stjerner på Hollywood Walk of Fame.